# モダン・ライフ・イズ・ラビッシュ
『モダン・ライフ・イズ・ラビッシュ』（Modern Life Is Rubbish）は、イギリスのオルタナティヴ・ロック・バンド、ブラーのセカンド・アルバム。
当初、XTCのアンディ・パートリッジがプロデュースしていたが、レコード会社から音楽性の違いにより解任されている。
前年にリリースされたシングル「ポップシーン」はアルバム未収録となっている(日本盤や2012年発売のデラックス盤、2009年発売のベスト盤『Midlife : A Beginners Guide To Blur』には収録)。

## トラックリスト
作詞・デーモン・アルバーン、作曲・アルバーン、グレアム・コクソン、アレックス・ジェームス、デイヴ・ロウントゥリー。特筆のない限り、スティーブン・ストリートによるプロデュース。
1. フォー・トゥモロー - "For Tomorrow" – 4:18
アルバム制作の終盤、フード・オーナーのデヴィッド・バルフからシングル向きの曲がないと指摘され、デーモンがクリスマス・イブの夜に急きょ徹夜で作った曲。全英28位とセールス的には振るわなかったものの、XTCやキンクスを思わせる捻くれたメロディー、ストリングスとブラス・セクションなどを取り入れたポップなサウンドは、「ブリットポップ」の精神をもっとも良く表す曲であると言われる。サビの"La La La"は世界中の人々が歌えるようにと取り入れられた。2012年にシングル曲でモチーフとされた高速道路ウェストウェイ（英語版）が、歌詞に登場する。
2. "Advert" – 3:43
3. "Colin Zeal" – 3:14
4. "Pressure on Julian" – 3:30
5. "Star Shaped" – 3:25
6. "Blue Jeans" – 3:53
7. ケミカル・ワールド - "Chemical World" – 4:02
インターミッション - Intermission – 2:27
グレアムの冴え渡ったギターリフや歯切れの良いリズムが特徴のポップ・チューン。「フォー・トゥモロー」に続き、アメリカのレーベルSBKやフードから、今度はアメリカ向きのシングル曲がないと言われて作られた。デーモンは皮肉もこめてデモ・トラックの名前を「アメリカーナ」にしていたという。アルバムバージョンの他に、アメリカバージョンもレコーディングされている。「インター・ミッション」は、スティーブン・ストリート、ジョン・スミス、ブラーによるプロデュース。
8. サンディー・サンディー - "Sunday Sunday" – 2:36
シングル曲。スティーヴ・ラヴェルによるプロデュース。
9. "Oily Water" – 4:59
スティーブン・ストリート、ブラーによるプロデュース。
10. "Miss America" – 5:34
スティーブン・ストリート、ジョン・スミス、ブラーによるプロデュース。
11. "Villa Rosie" – 3:54
スティーヴ・ラヴェルによるプロデュース。
リリース以来ライブで演奏されることはなかったが、2023年のツアーで約30年の時を経てライブ初披露された。「SUMMER SONIC 2023」でも演奏されている。
12. "Coping" – 3:23
13. "Turn It Up" – 3:21
14. "Resigned" – 5:13
"Commercial Break" – 0:56
スティーブン・ストリート、ジョン・スミス、ブラーによるプロデュース。

## チャート
| チャート（1993年）               | 最高順位 |
| -------------------------------- | -------- |
| イギリス（全英アルバムチャート） | 15       |